# Wincenty Pol
Wincenty Ferreriusz Jakub Pol, ps. „Janusz” (ur. 20 kwietnia 1807 w Lublinie, zm. 2 grudnia 1872 w Krakowie) – polski poeta, geograf, krajoznawca, kawaler Orderu Virtuti Militari.

## Życiorys

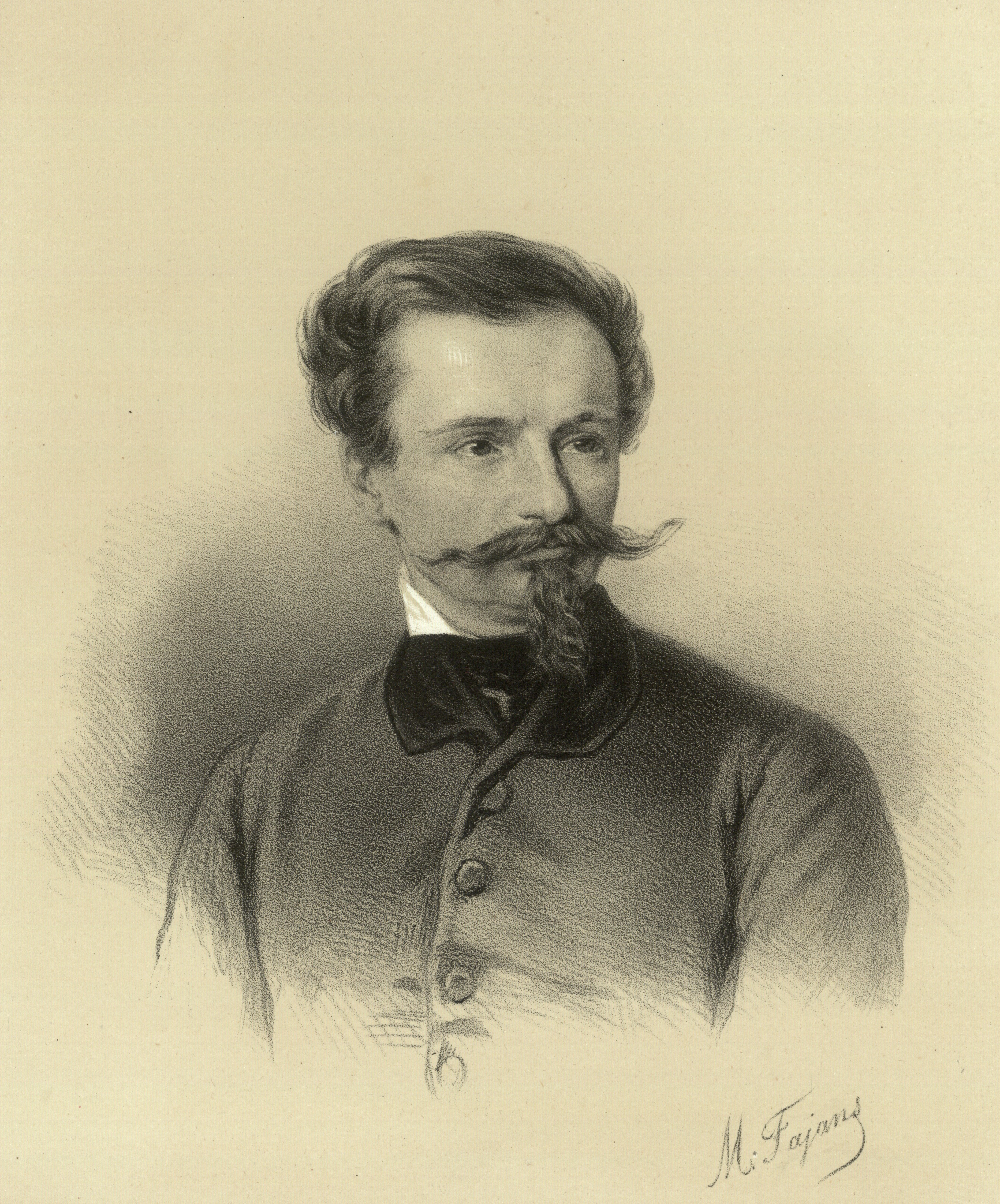
Wincenty Pol na litografii Maksymiliana Fajansa

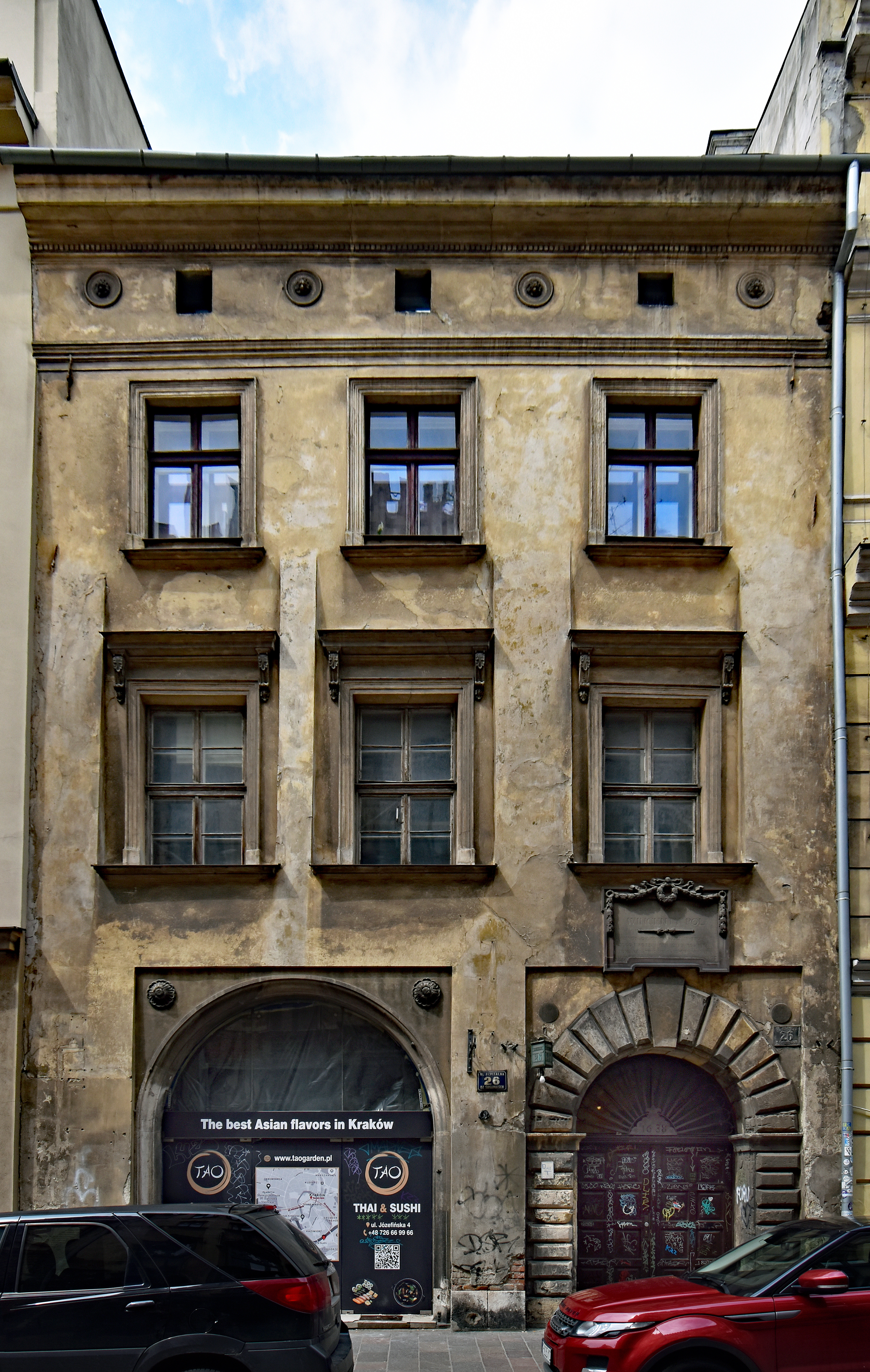
Kamienica w której mieszkał i zmarł
Kraków ul. Szpitalna 26

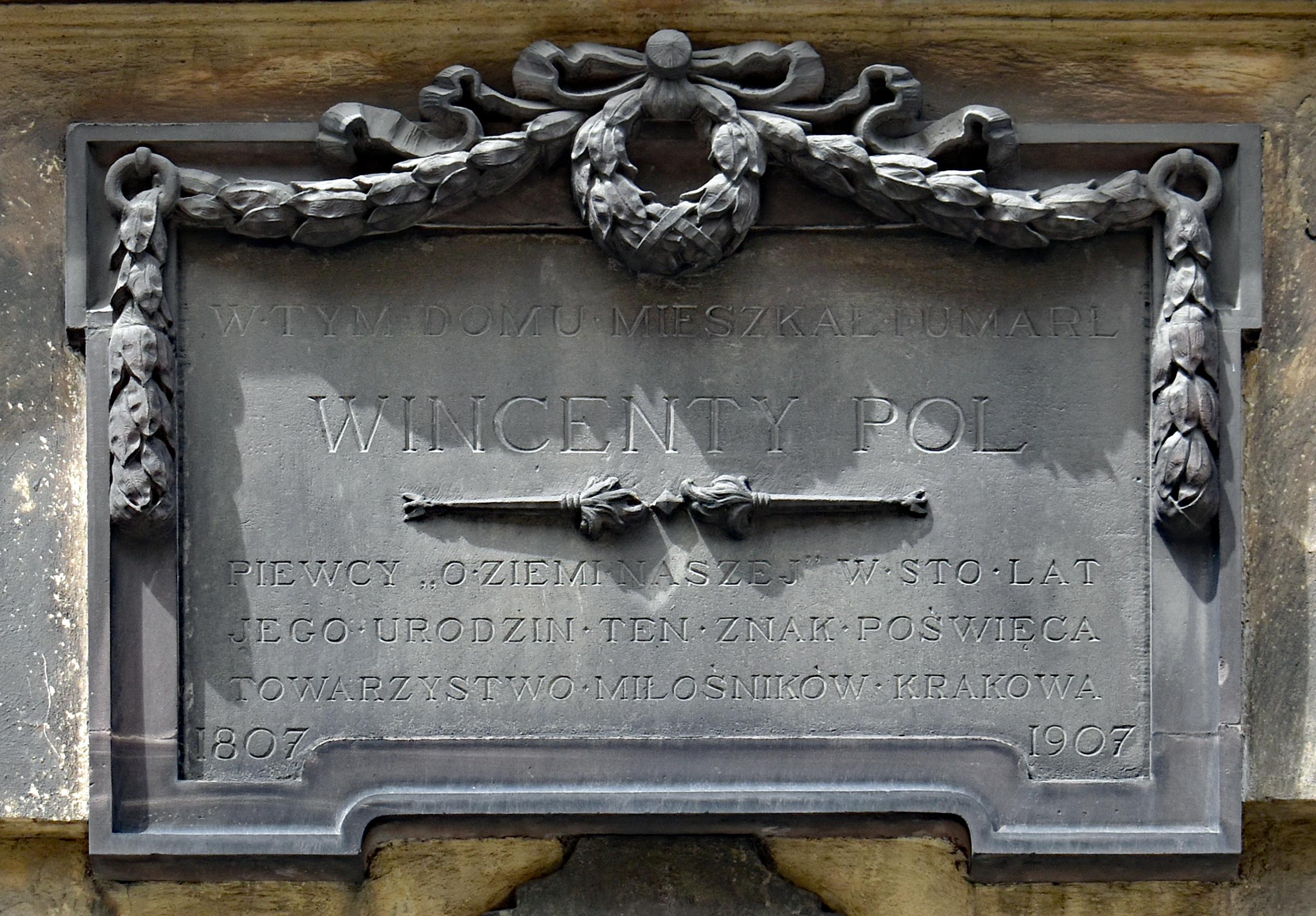
Tablica upamiętniająca Wincentego Pola na kamienicy

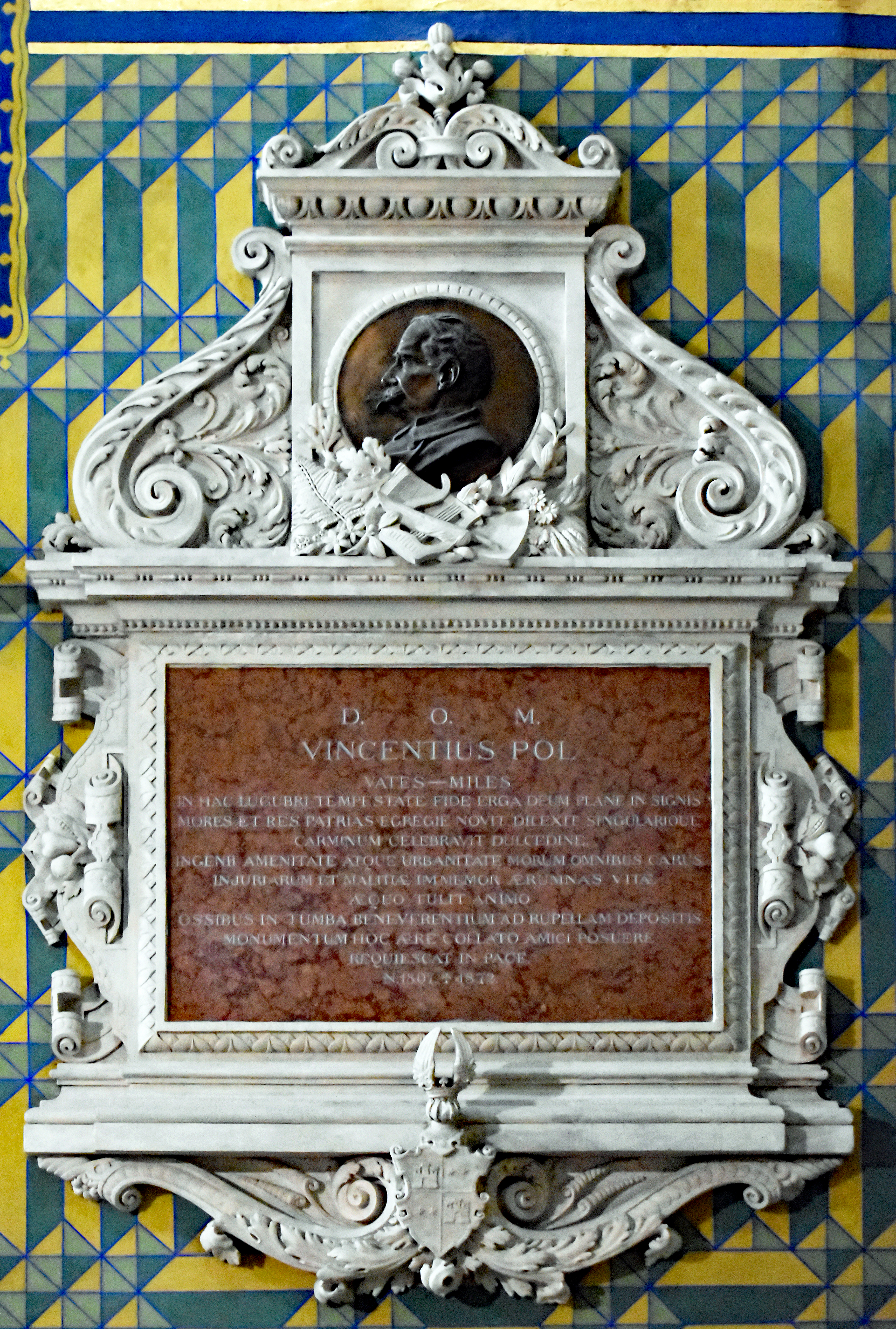
Epitafium w kościele św. Franciszka z Asyżu,
Kraków ul. Franciszkańska 2

Jego ojciec – Franciszek Ksawery Pohl (pierwotna, pruska forma nazwiska rodziny) – był Niemcem urodzonym we wsi Kępa Tolnicka (3 km na zachód od Reszla) na Warmii, zaś matka – Eleonora – pochodziła ze spolonizowanej rodziny francuskiej Longchamps de Bérier i była córką protoplasty polskiego rodu Franciszka Longchamps de Bérier (ślub w 1800). Ojciec pracował w administracji austriackiej (jako radca Sądu Szlacheckiego we Lwowie), następnie w Lublinie. W roku 1815 otrzymał szlachectwo galicyjskie (co pociągnęło za sobą zmianę nazwiska na austriackie „Poll von Pollenburg”). Odtąd wszyscy Pollowie używali nazwiska w takiej formie. Po urodzinach Wincentego rodzina Pollów przeniosła się do Lwowa, w którym w 1823 zmarł Franciszek Ksawery.
Wincenty po ukończeniu gimnazjum we Lwowie i kolegium jezuickiego w Tarnopolu, rozpoczął studia na Wydziale Filozoficznym Uniwersytetu Lwowskiego. Trzy lata po ich ukończeniu w 1830 za namową Adama Jochera został zastępcą lektora języka i literatury niemieckiej na Uniwersytecie Wileńskim. Brał udział w powstaniu listopadowym jako podchorąży 10 Pułku Ułanów Litewskich, był ranny w czasie walk. W uznaniu zasług został odznaczony orderem Virtuti Militari i awansowany do stopnia podporucznika. Po upadku powstania 5 października 1831 przeszedł z oddziałem granicę z Prusami w okolicach Jastrzębia. Został internowany wraz z blisko 20-tysięczną armią w zabudowaniach klasztoru franciszkanów w Brodnicy, gdzie przebywał do 12 października. Organizował pomoc dla powstańców udających się na emigrację, jako wysłannik gen. Józefa Bema przebywał w Lipsku, Dreźnie (tam poznał Adama Mickiewicza, który wyraził pozytywną opinię o jego próbach poetyckich), a później we Francji.
Po powrocie do Galicji w 1832 angażował się w ruchu patriotycznym u boku Ksawerego Krasickiego. Stopniowo zmieniając poglądy na bardziej konserwatywne, związał się z ugodowym Komitetem Patriotycznym. W czasie pracy konspiracyjnej poznał Seweryna Goszczyńskiego. Rok później odbył podróż po Wołyniu, Podolu i Ukrainie.
W obawie przed represjami ze strony zaborców przez kilka miesięcy ukrywał się w Zakopanem, co dało początek jego zainteresowaniu Tatrami. Pod koniec 1835 przebywał w Zagórzanach koło Gorlic, gdzie powstała Pieśń o ziemi naszej – najpopularniejszy utwór Pola, poetycki opis regionów Polski. W maju następnego roku zamieszkał w Kalnicy koło Sanoka, gdzie został administratorem dóbr Ksawerego Krasickiego. Próbował tam prowadzić działalność społeczno-oświatową wśród chłopstwa, z miernym jednak skutkiem. Zniechęcony tą sytuacją, zajął się studiami przyrodniczymi, ze szczególnym uwzględnieniem geografii. W tym okresie powstały jego poezje o tematyce górskiej oraz prace naukowe o etnografii i geografii Polski. W 1835 (z datą 1833) w Paryżu wydano anonimowo Pieśń Janusza, zbiór jego wierszy poświęconych bohaterstwu powstańców. W połowie 1839 zamieszkał w odrestaurowanym według własnego planu zamku w Lesku.
W 1840 przeniósł się do Glinika Mariampolskiego (dziś część Gorlic). Mieszkając tam 6 lat, nie zaniedbując poezji, zajął się poważniejszymi badaniami naukowymi. Wiele miesięcy spędzał na wędrówkach po Karpatach, podczas których badał morfologię, geologię i stosunki wodne tego obszaru oraz dokonywał obserwacji meteorologicznych. W latach 1841–1844 podróżował, prowadząc badania na rozległym terenie. Przewędrował całe Karpaty od górnej Wisły po dolinę Białego Czeremoszu. Szereg wypraw odbył razem z botanikiem Hiacyntem Łobarzewskim. M. in. w 1843 r. odwiedzili źródła Wisły na Baraniej Górze, odbyli też kilka wędrówek w Karpatach Wschodnich, w tym w dorzeczach Świcy, Łomnicy i Prutu, gdzie jako Pol pierwszy znany turysta zdobył Popadię w Gorganach. Wędrował też po Pokuciu, Wołyniu, Polesiu, Wielkopolsce, Kujawach i Pomorzu Gdańskim. Jest twórcą nazwy Wisła Śmiała.

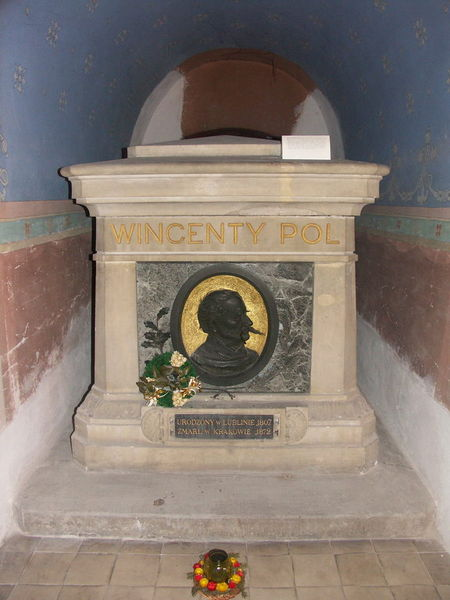
Sarkofag Wincentego Pola w Krypcie Zasłużonych na Skałce

W czasie rzezi galicyjskiej Jakuba Szeli w 1846, uciekając z Glinika Mariampolskiego, schronił się w dworze w Polance (obecnie dzielnica Krosna) i został pobity. W pożarze dworu spłonął także cały jego dotychczasowy dorobek piśmienniczy. Podczas napadu na dwór Tytusa Trzecieskiego w Polance został ranny i porwany przez chłopów podburzonych przez zaborcę. Pobili oni też właściciela Polanki, Teofila Trzecieskiego. Odstawiony został przez chłopów do cyrkułu w Jaśle, gdzie przebywał z księciem Kazimierzem Jabłonowskim.
Wszystko to zdecydowało o zmianie poglądów Pola na antychłopskie i antydemokratyczne. Rok później został aresztowany i zmuszony do zamieszkania we Lwowie pod nadzorem policji za rzekomy udział w przygotowaniach do wybuchu powstania krakowskiego. Po oczyszczeniu z zarzutów objął redakcję Biblioteki Naukowego Zakładu im. Ossolińskich we Lwowie. Podejmował kolejne podróże: na Śląsk, w Sudety, do Wrocławia, Wielkopolski, Berlina i na Rugię. Podczas Wiosny Ludów był przez krótki czas adiutantem sztabu Gwardii Narodowej we Lwowie. Po jej zakończeniu stał się orędownikiem legalnej działalności w polityce i konserwatywnego programu społecznego.
Mimo że w dziedzinie geografii był samoukiem, dzięki lekturze, badaniom terenowym i kontaktom z przedstawicielami różnych dziedzin wiedzy posiadł dość dużą wiedzę na ten temat. Mimo niewielkiego dorobku naukowego (najważniejsza praca do tej pory Rzut oka na północne stoki Karpat pod względem przyrodzenia – nowoczesny jak na owe czasy opis rzeźby terenu, hydrografii, podziału fizycznogeograficznego i elementów etnografii południowej Polski, wydany jednak drukiem dopiero w 1851 r.) w 1849 został mianowany profesorem nadzwyczajnym „geografii powszechnej, fizycznej i porównawczej” na Uniwersytecie Jagiellońskim, gdzie objął pierwszą w Polsce, a drugą na świecie (po berlińskiej, założonej przez Carla Rittera) katedrę geografii (obecnie Instytut Geografii i Gospodarki Przestrzennej Uniwersytetu Jagiellońskiego). Rozpoczęte w styczniu 1850 r. wykłady obejmowały następujące tematy: Pięć części świata w zarysie, Oceanografia, Geografia starożytnego świata, Geografia monarchii austriackiej, Geografia Syrii i Palestyny ze względu na historię biblijną i etnografię Wschodu, Geografia fizyczna, Geografia północnego wschodu Europy, Geografia Ziemi Świętej, Geografia handlowa (pierwowzór geografii społeczno-ekonomicznej, wykłady prowadzone po raz pierwszy na uniwersytecie). Pol zapoczątkował cykl kursów geografii fizycznej dla przyszłych nauczycieli, jak również serię wyjazdów naukowych w okolice Krakowa, w Pieniny i Tatry. Niestety, z początkiem 1853 został usunięty z uniwersytetu ze względu na rzekomą nielojalność wobec władz zaborczych, a samą katedrę zlikwidowano. W tym krótkim okresie zdołał jednak stworzyć podstawy nowoczesnego nauczania geografii w oparciu o poglądy metodologiczne Carla Rittera i Alexandra Humboldta.

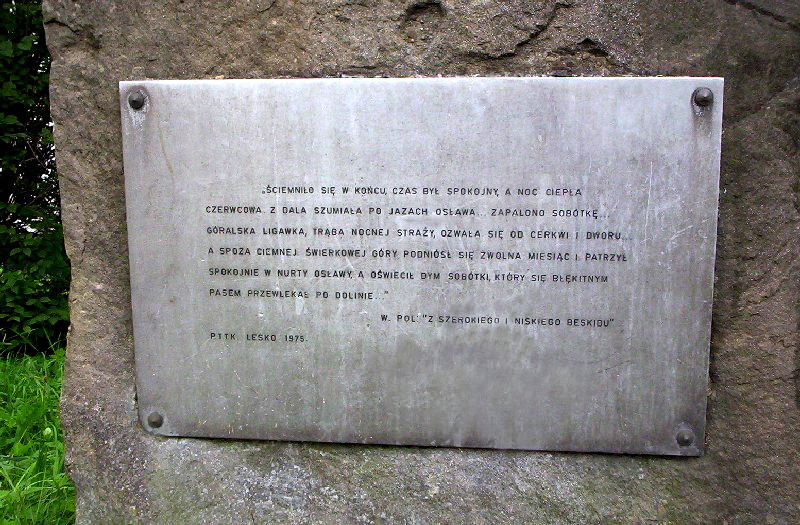
Tablica w Rzepedzi upamiętniająca pobyt Wincentego Pola w Bieszczadach i Beskidzie Niskim

Po śmierci ukochanej żony osiadł na Pokuciu, a później we Lwowie. Zimę z 1860 na 1861 spędził w Przemyślu, a wiosną 1861 wziął w dzierżawę folwark w Skołoszowie koło Radymna. Podczas zimy z 1861 na 1862 kierował odnową kaplicy Drohojowskich w katedrze przemyskiej, realizowaną według własnych planów. Dalszą pracę utrudnił mu pogarszający się wzrok. We wrześniu 1867 powrócił do Krakowa. Mimo pogarszającego się wzroku, a od 1868 nawet zupełnej ślepoty, brał czynny udział w życiu naukowym miasta. Wygłaszał wykłady poświęcone geografii, m.in. referat, w którym, wbrew poglądom naukowców niemieckich czy rosyjskich, dowodził tezę, że Polska jest zwartym regionem i może istnieć jako samodzielna jednostka polityczna. Ociemniałemu Wincentemu Polowi służył jako sekretarz Ignacy Drewnowski.
W 1872 został wybrany na członka Akademii Umiejętności. Zmarł pod koniec tego roku, 2 grudnia. Mimo pewnej niechęci, która go otaczała, będącej konsekwencją zmienności jego poglądów politycznych, doceniono jego zasługi naukowe i literackie, przenosząc prochy Wincentego Pola z cmentarza Rakowickiego w Krakowie do Krypty Zasłużonych w podziemiach kościoła Paulinów na Skałce.
Kolejnym przejawem uznania, zwłaszcza dla jego wpływu na rozwój turystyki górskiej, było nazwanie jego imieniem schroniska Towarzystwa Tatrzańskiego w Dolinie Roztoki (1876).
Istnieją dwie placówki muzealne gromadzące zbiory związane z osobą poety i geografa: Muzeum Biograficzne Wincentego Pola w Lublinie (założone w 1972) i Izba Pamięci Wincentego Pola w Gdańsku-Sobieszewie (1977).

## Twórczość
Pierwsze próby literackie czynił Wincenty Pol w okresie młodzieńczym. Była to romantyczna poezja i proza, inspirowana dziełami Johanna Wolfganga Goethego, Friedricha Schillera, George’a G. Byrona, Adama Mickiewicza i innych.
W 1835 (antydatowany na 1833) w Paryżu ukazał się cykl poetycki Pieśni Janusza. Obejmował on 51 wierszy, których pisanie rozpoczął najprawdopodobniej jeszcze podczas walk 1831 i kontynuował na emigracji, poświęconych powstaniu listopadowemu. Najpopularniejsze z nich to: Krakusy, Pierwsza rocznica 29 listopada, Śpiew z mogiły. Do niektórych z nich skomponowano muzykę (m.in. Fryderyk Chopin do Śpiewu z mogiły), dzięki temu zaczęły funkcjonować w szerszym odbiorze jako pieśni narodowo-patriotyczne czy nawet powstańcze. Z tego okresu pochodzą również Historia szewca Kilińskiego (wyd. 1843) i Gawęda Dorosza... (wyd. 1845). Utwory te, podobnie jak Pieśni Janusza cechuje ludowa stylizacja i użycie języka potocznego, chociaż nie dorównują pod względem literackim Pieśniom Janusza. Duże uznanie przyniosła mu Pieśń o ziemi naszej (wyd. całości 1843) – poetycki cykl opisów ziem polskich odwiedzonych przez Pola, który przyczynił się do znacznego wzrostu zainteresowania rodzimą przyrodą i kulturą wśród społeczeństwa. Prawdopodobnie w tym samym roku rozpoczął pisanie poematu Mohort – historii kresowego rycerza, obrońcy ojczyzny i wiary. Treść wykładów głoszonych przez Wincentego Pola na Uniwersytecie Jagiellońskim została wydana drukiem w 1851. Kolejne dzieła literackie, odzwierciedlające jego pogłębiające się konserwatywne nastawienie:  trylogia Pamiętniki J. P. Benedykta Winnickiego (1853–1855), dalsze rapsody Mohorta (całość 1855), poemat Wit Stwosz (1857), Pacholę hetmańskie (1862) i in., odznaczają się raczej mniejszą wartością historyczna i literacką. W 1861 nakładem Księgarni J. Blaszkowskiego w Warszawie ukazała się Stryjanka opisująca dzieje rodziny Bączalskich. W 1863 wydał podręcznik dla kleryków Geografia Ziemi Świętej w dwóch księgach, za który otrzymał Krzyż Kawalerski Orderu św. Grzegorza od papieża Piusa IX. Ostatnie utwory Pola to Legenda o świętym Janie Kantym... (1868) i Pan starosta Kiślacki (1873). Zbiorowe wydanie dzieł Pola ukazało się w latach 1875–1888 pt. Dzieła wierszem i prozą.

## Inne publikacje
- Rzut oka na umiejętności geografii ze stanowiska uniwersyteckiego wykładu (1850)

## Upamiętnienie
Obchody 150. rocznicy śmierci Wincentego Pola oraz 50-lecia działalności Dworku Wincentego Pola
WINCENTY POL IN MEMORIAM, 2 grudnia 2022, Katolicki Uniwersytet Lubelski Jana Pawła II, Lublin: Msza św., Konferencja "Galicja — ojczyzna i świat Wincentego Pola. Polski Piemont i polska Galileja — pamiętanie i zapominanie", Widowisko poetycko-muzyczne Pieśni z ziemi naszej.